# Stephan Steiner (Historiker)
Stephan Steiner (* 3. August 1963 in Wien) ist ein österreichischer Historiker, Literaturwissenschafter und Essayist.

## Leben und Werk
Stephan Steiner, Sohn von Hannes und Felicitas Steiner, wuchs bei seiner Großmutter Maria Steiner in Villach auf. Er besuchte das Peraugymnasium und studierte nach der Matura Germanistik und Politikwissenschaft an der Universität Wien. Er schloss das Studium 1987 mit einer Diplomarbeit über Rolf Dieter Brinkmanns Rom, Blicke bei Wendelin Schmidt-Dengler ab.
2003 promovierte er bei Karl Vocelka mit einer Mikrohistorie über die Transmigrationen in der Herrschaft Paternion unter Karl VI. Er habilitierte sich 2011 an der Universität Wien im Fach Geschichte der Frühen Neuzeit mit einer grundlegenden Arbeit über Deportationen in der Habsburgermonarchie und ihren europäischen Kontext. 2016 erhielt Stephan Steiner eine Professur für historische, kulturwissenschaftliche und philosophische Grundlagen der Psychotherapiewissenschaft an der Sigmund Freud Privatuniversität (SFU) und wurde 2017 Leiter des Instituts für transkulturelle und historische Forschung. Er war Stipendiat der Hamburger Stiftung zur Förderung von Wissenschaft, des Deutschen Historischen Instituts Warschau, der Franckeschen Stiftungen zu Halle. 2017 war er DAAD-Cambridge Hub Visiting Fellow an der Universität Cambridge. Er lebt und arbeitet in Wien.
Steiner gestaltete zudem Beiträge für den österreichischen Rundfunk und publizierte für Zeitungen und Zeitschriften, u. a. für die Wochenzeitschrift Falter, die Literaturzeitschrift Wespennest und für die Frühneuzeit-Info, wo er auch Mitherausgeber ist.
Die Geschichte(n) der „Anderen“, der Ausgegrenzten, der Opfer, der „Unangepassten“, aber auch der Widerständigen sind die inhaltlichen Schwerpunkte seiner essayistischen und wissenschaftlichen Arbeit. Er kombiniert Quellentexte als dichtes Geflecht von Beziehungen und entwickelt dabei eine neue Sprache, die die Mechanismen der etablierten Geschichtsschreibung freizulegen sucht. Beeinflusst von der österreichischen Essayistik u. a. eines Franz Schuh, fusioniert er die historische Kulturwissenschaft, die Mentalitätsgeschichte der Annales-Schule und die Mikrogeschichte von Carlo Ginzburg. Seine Arbeiten sind geprägt durch eine induktive analytische Methode, in der es ihm nie um ein disziplinäres Einzementieren von Paradigmen geht, sondern um die Öffnung hin zu neuen fächerübergreifenden Darstellungs- und Präsentationsweisen.

## Veröffentlichungen (Auswahl)

### Monographien
- mit Judith Veichtlbauer, Österreichische Überlebende der Konzentrationslager. Kommentierte Filmographie (BM f. Unterricht und kulturelle Angel., Abt. Pol. Bild., Wien 1996).
- Reisen ohne Wiederkehr. Die Deportation von Protestanten aus Kärnten 1734–1736 (Veröffentlichungen des Instituts für Österreichische Geschichtsforschung 46, Wien / München 2007). ISBN 978-3-7029-0545-3
- Rückkehr unerwünscht. Deportationen in der Habsburgermonarchie der Frühen Neuzeit und ihr europäischer Kontext. Böhlau, Wien 2014. ISBN 978-3-205-79301-4
- „Das Reich Gottes hier in Wien“. Evangelisches Leben in der Reichshauptstadt während der Regierungsjahre Kaiser Karls VI. (Mitteilungen des Instituts für Österreichische Geschichtsforschung – Ergänzungsband 65, Wien / Köln / Weimar 2021) ISBN 978-3-205-21287-4
- Combating the Hydra. Violence and Resistance in the Habsburg Empire, 1500–1900 (Purdue University Press, West Lafayette, Indiana 2023) ISBN 978-1-61249-806-5

### Herausgeberschaften
- Jean Améry (Hans Maier). Stroemfeld, Basel / Frankfurt am Main 1996. ISBN 3-86109-121-6
- Jean Améry, Werke. Band 7. Aufsätze zur Politik und Zeitgeschichte (Stuttgart 2005). ISBN 3-608-93567-3
- Ruanda [Themenschwerpunkt der Zeitschrift „Wespennest“ 3 (2006)]. ISBN 978-3-85458-143-7
- »Zigeuner« im Europa der Frühen Neuzeit / »Gypsies« in Early Modern Europe [Themenschwerpunkt der Zeitschrift „Frühneuzeit-Info“ 30 (2019)].

### Essays
- Jenseits des Triumphs. Überleben als Schuld. In: wespennest Nr. 96 (1994), S. 48–55.
- Löcher in der Geschichte. Unsere vergessene Zeitenwende. In: wespennest Nr. 184 (2023), S. 68–72.
- Jean Améry – Geheimagent der Unzufriedenheit. In Erinnerung an Lothar Baier (1942–2004). In: wespennest Nr. 137 (2005), S. 95–98.
- Profitpropheten. Über die Geburt des Bücherschmuggels aus dem Geiste des Protestantismus. In: wespennest Nr. 171 (2016), S. 4–8.
- Ich-Sagen. Ein kurzer Essay über die lange Dauer von Subjektivität und Zweifel. In: wespennest Nr. 177 (2019), S. 48–53.